# Krempel (Dithmarschen)
Krempel er en by og kommune i det nordlige Tyskland, beliggende i Amt Kirchspielslandgemeinden Eider i den nordlige del af Kreis Dithmarschen. Kreis Dithmarschen ligger i den sydvestlige del af delstaten Slesvig-Holsten.

## Geografi
Kommunen er beliggende på Lundener Nehrung i nærheden af Lunden i den nordlige del af Dithmarschen.
Kommunen krydses af jernbanelinjen Hamborg-Westerland.

### Nabokommuner
Nabokommuner er (med uret fra nord) kommunerne Lunden, Sankt Annen, Schlichting, Rehm-Flehde-Bargen og Groven (alle i Kreis Dithmarschen).